# Jonathan Marín
Marín  Cermeño est un nom espagnol. Le premier nom de famille, en général paternel, est Marín ; le second, en général maternel, souvent omis, est Cermeño.
Jonathan Marín Cermeño, né le 10 décembre 1982 à Barranquilla (dans le département d'Atlántico), est un coureur cycliste sur piste colombien. Spécialisé dans les épreuves de vitesse, il représente son pays lors des Mondiaux sur piste, à au moins quatre reprises.

## Repères biographiques
Jonathan Marín est né à Barranquilla et a passé son enfance dans le quartier Ciudadela 20 de Julio. Il rejoint Medellín en 2001 et représente le département d'Antioquia dans les différentes compétitions nationales.
En 2004, lors des Juegos Nacionales, où il remporte l'or en vitesse par équipes et la médaille de bronze en vitesse individuelle pour Antioquia, Jonathan Marín est contrôlé positif à la prednisolone. Ses médailles lui sont retirées.

## Palmarès

### Championnats du monde
- Ballerup 2002
  - 12e de la vitesse par équipes (avec Wilson Meneses et Hernán Sánchez)[3].
  - 13e du keirin (éliminé au repêchage du premier tour[4]).
- Stuttgart 2003
  - 12e de la vitesse par équipes (avec Rodrigo Barros et Wilson Meneses)[5].
  - 13e du keirin (éliminé au repêchage du premier tour[6]).
  - 22e du kilomètre[7].
- Pruszków 2009
  - 15e de la vitesse par équipes (avec Leonardo Narváez et Hernán Sánchez)[8].
  - 40e de la vitesse individuelle[9].
- Melbourne 2012
  - 13e du keirin[10] (éliminé au repêchage du premier tour[11]).
  - 44e de la vitesse individuelle[12].

### Jeux panaméricains
- Saint-Domingue 2003
  -  Médaillé d’argent de la vitesse par équipes (avec Rodrigo Barros et Leonardo Narváez).
- Guadalajara 2011
  -  Médaillé de bronze de la vitesse par équipes (avec Fabián Puerta et Cristian Tamayo).

### Championnats panaméricains
- Quito 2002
  -  Médaillé d’argent de la vitesse par équipes (avec Wilson Meneses et Víctor Álvarez).
- Tinaquillo 2004
  -  Médaillé d’argent de la vitesse individuelle.
  -  Médaillé de bronze de la vitesse par équipes (avec Rodrigo Barros et Leonardo Narváez).
- Montevideo 2008
  -  Médaillé d'or de la vitesse individuelle.
- Mexico 2009
  -  Médaillé d'or du keirin.
  -  Médaillé d'or de la vitesse par équipes (avec Leonardo Narváez et Diego Gutiérrez).
- Aguascalientes 2010
  - Quatrième du kilomètre[13].
- Medellín 2011
  -  Médaillé d'or de la vitesse par équipes (avec Cristian Tamayo et Fabián Puerta).

### Jeux d'Amérique centrale et des Caraïbes
- San Salvador 2002
  -  Médaillé d'or de la vitesse individuelle.
  -  Médaillé d’argent du keirin.
  -  Médaillé d’argent de la vitesse par équipes (avec Wilson Meneses et Víctor Álvarez).
- Carthagène des Indes 2006
  -  Médaillé d'or de la vitesse individuelle.
  -  Médaillé d’argent de la vitesse par équipes (avec Rodrigo Barros et Hernán Sánchez).

### Jeux sud-américains
- Mar del Plata 2006
  -  Médaillé d'argent du keirin.
  -  Médaillé d'argent de la vitesse individuelle.
  -  Médaillé d’argent de la vitesse par équipes (avec Rodrigo Barros et Wilson Meneses).
- Medellín 2010
  -  Médaillé d'argent du kilomètre.

### Championnats de Colombie
- Pereira 2007
  -  Médaillé d'or de la vitesse individuelle[14].
  -  Médaillé d'argent du keirin[15].
- Cali 2008
  -  Médaillé d'argent de la vitesse par équipes (avec Rodrigo Barros et Carlos Monroy) des XVIII Juegos Deportivos Nacionales[16].
- Barranquilla 2009
  -  Médaillé d'argent de la vitesse par équipes (avec Rodrigo Barros et Carlos Monroy)[17].
  -  Médaillé de bronze de la vitesse individuelle[18].
- Medellín 2010
  -  Médaillé d'or de la vitesse par équipes (avec Rubén Darío Murillo et Fabián Puerta)[19].
  -  Médaillé d'argent du keirin[20].
  -  Médaillé d'argent de la vitesse individuelle[21].
- Bogota 2011
  -  Médaillé d'or de la vitesse par équipes (avec Cristian Tamayo et Rubén Darío Murillo)[22].
  -  Médaillé de bronze de la vitesse individuelle[23].
- Cali 2012
  -  Médaillé d'or de la vitesse par équipes des XIX Juegos Deportivos Nacionales (avec Fabián Puerta et Rubén Darío Murillo)[24].
- Medellín 2013
  -  Médaillé de bronze du keirin[25].
- Medellín 2014
  -  Médaillé de bronze de la vitesse par équipes (avec Jhon Castillo et Kevin León Redondo)[26].